# 8732 Champion
8732 Champion este un asteroid din centura principală de asteroizi.

## Descriere
8732 Champion este un asteroid din centura principală de asteroizi. A fost descoperit pe 8 decembrie 1996 la Geisei de Tsutomu Seki. El prezintă o orbită caracterizată de o semiaxă mare de 2,29 ua, o excentricitate de 0,09 și o înclinație de 4,7° în raport cu ecliptica.